# Cleveland (Nueva York)
Cleveland es una villa situada en el condado de Oswego, en el estado de Nueva York, Estados Unidos. Tiene una población estimada, a mediados de 2023, de 731 habitantes.

## Geografía
La localidad está ubicada en las coordenadas 43°14′24″N 75°53′03″O / 43.24000, -75.88417 (43.240002, -75.884202).

## Demografía
Según la estimación 2018-2022 de la Oficina del Censo, los ingresos medios de los hogares de la localidad son de $73,417 y los ingresos medios de las familias son de $73,958. Alrededor del 15.5% de la población está por debajo de la línea de pobreza.